# Idiastion
Idiastion is een geslacht van straalvinnige vissen uit de familie van schorpioenvissen (Scorpaenidae).

## Soorten
- Idiastion hageyi McCosker, 2008
- Idiastion kyphos Eschmeyer, 1965
- Idiastion pacificum Ishida & Amaoka, 1992